# سول سامسونج ثندرز
سول سامسونج ثندرز هو فريق كرة سلة كوري جنوبي تأسس في 1978 يقع في سول، كوريا الجنوبية.

## وصلات خارجية
- الموقع الإلكتروني